# فرگشت ویژگی نوپدید
فرگشت ویژگی نوپدید (انگلیسی: Emergent evolution) فرضیه‌ای است در زمینه فرگشت که ادعا می‌کند که ظهور غیرقابل پیش‌بینی ویژگی‌های پیچیده و به‌ظاهر کامل جدیدی مانند آگاهی و دیگر قوای ذهنی، در واقع نتیجه ترکیب و بازآرایی ویژگی‌های ساده‌ای هستند که از قبل در جانور وجود داشته‌اند. اصطلاح فرگشت ویژگی نوپدید، اولین بار در سال ۱۹۲۲م، در سخنرانی‌های گیفورد توسط روان‌شناس بریتانیایی کانوی لوید مورگان، معرفی شد و سپس در سال ۱۹۲۳م، به صورت کتابی با همین عنوان منتشر شد.
فرضیه فرگشت ویژگی نوپدید به دلیل عدم ارائه مکانیزم مشخص و توضیح روشن چگونگی ظهور ویژگی‌های پیچیده جدید و نیز اتکایش بر پایان‌شناسی، به‌طور گسترده‌ای مورد انتقاد قرار گرفته است.

از نظر تاریخی فرضیه فرگشت ویژگی نوپدید، تلاشی برای جایگزینی ماده‌باوری و زندگی‌باوری تفسیر شده است. این فرضیه در سال ۱۹۸۵م، توسط رابرت جی بی رید، استاد دانشگاه ویکتوریا (کانادا)، مورد توجه دوباره قرار گرفت.